# 米圖拉胡山
10°13′48″S 76°54′51″W / 10.23000°S 76.91417°W
米圖拉胡山（Mituraju），是秘魯的山峰，位於安卡什大區和瓦努科大區，由帕克利翁區和克羅帕爾卡區負責管轄，屬於瓦伊瓦什山脈的一部分，海拔高度5,750米。